# کری دیویس
کری دیویس (انگلیسی: Kerry Davis؛ زادهٔ ۲ اوت ۱۹۶۲) یک بازیکن فوتبال زن اهل انگلستان است. وی سابقه بازی در تیم ملی بانوان انگلیس را دارد.